# Princess Pearl
Princess Pearl is de Engelse vertaling van de titel Chinees-Taiwanese soapserie 還珠格格 (huan zhu ge ge) gebaseerd op de gelijknamige roman van Qiong Yao. De titel betekent in het Nederlands "Prinses Teruggekeerde Parel". Fans korten de titel van deze driedelige serie vaak af als HZGG.
Qiong Yao gebruikte de legende van Princes Huangzhu en de regeerperiode van keizer Qianlong als inspiratie voor haar werk. Hoewel sommige personages en gebeurtenissen op echte historische gebeurtenissen en personages zijn gebaseerd, is de nodige artistieke vrijheid gebruikt in het verhaal. Hierdoor is Princess Pearl grotendeels fictie.
Omdat deze serie enorm populair was werden haar vier hoofdrolspelers supersterren in Oost-Azië. De première van het eerste seizoen van de serie was in 1998, waarna de serie immens populair werd. Het tweede seizoen werd in 1999 uitgezonden en het derde seizoen in 2003. De serie is populair in China, Hong Kong, Taiwan, Korea, Maleisië, Singapore, Vietnam en zelfs in Thailand. Ook is de serie in de Verenigde Staten uitgebracht, zonder veel succes.
Het derde seizoen werd een stuk minder populair omdat een groot deel van de cast vervangen werd. Dit kwam doordat de hoofdrolspelers inmiddels een sterrenstatus hadden verkregen en geen tijd meer hadden voor Princess Pearl.

## Het verhaal (deel 1)
24 afleveringen
Xia Zhi Wei (Ruby Lin) is een buitenechtelijke dochter van keizer Qianlong (Zhang Tielin). In zijn vroege jaren als keizer had keizer Qianlong een affaire met haar moeder in Jinan, Xia Yu He. Om politieke redenen moest hij weer terug naar Beijing, maar hij beloofde Xia Yu He dat hij terug zou keren. Hij liet een waaier en een schilderij met een gedicht erop achter, als aandenken aan hem. Toen hij ging was Xia Yu He al zwanger van Zhi Wei.
18 jaar later heeft de keizer zich nog steeds niet aan zijn woord gehouden om terug te keren. Xia Yu He ligt vraagt Zhi Wei op haar sterfbed om haar vader op te zoeken in Beijing. Ze geeft Zhi Wei de waaier en het schilderij van de keizer, als bewijs dat Zhi Wei de dochter van de keizer is. Samen met Jing Suo (Fan Bing-Bing) haar beste vriendin en dienstmeid vertrekt ze naar Beijing met haar opdracht.
In Beijing ontmoet Zhi Wei Xiao Yian Zi (Zhao Wei), een op straat opgegroeide brutale wees van ongeveer dezelfde leeftijd als Zhi Wei. De twee worden goede vrienden. Als het geld van Zhi Wei op begint te raken helpt Xiao Yian Zi haar om aan geld te komen. Hierdoor wint ze het vertrouwen van Zi Wei en vertelt Zhi Wei haar missie aan Xiao Yian Zi. Xiao Yian Zi besluit om Zhi Wei te helpen.
Het drietal besluit uiteindelijk om de keizer te treffen tijdens zijn jacht op een berg. Maar de fragiele Zhi Wei kan de berg niet beklimmen en blijf samen met Jing Suo achter nadat Zhi Wei Xiao Yian Zi met de waaier en het schilderij naar boven had gestuurd om de boodschap voor haar over te brengen. Als Xiao Yian Zi op de berg is geklommen is de jacht net begonnen. Wu A Ge (Alec Su), de 5e prins, die op een hert aan het mikken was, schiet haar per ongeluk in haar borst met zijn pijl-en-boog. Hij brengt Xiao Yian Zhi bewusteloos naar de koning, die de waaier en het schilderij vindt en aanneemt dat Xiao Yian Zhi zijn lang verloren dochter is.
Xiao Yian Zhi wordt omgedoopt tot "Huang Zhu Ge Ge" (Teruggekeerde Parel Prinses)en geniet op het begin van het leven als prinses. Maar als ze in een parade wordt gezien door Zhi Wei en Jing Suo denkt Zhi Wei dat Xiao Yian Zhi haar verraden heeft en stormt op de wagen van Xiao Yian Zhi af. Maar voordat ze ook maar in de buurt komt wordt ze afgestopt door de wachters en vastgebonden door de wachters. Fu Er Kang (Zhou Jie), een persoonlijke lijfwacht van de koning bevrijdt Zhi Wei nadat hij haar op haar woord geloofd.
Zhi Wei en Jing Suo worden overgehaald om tijdelijk bij Fu Er Kang zijn familie te verblijven. De vader van Er Kang, Fu Da Reng, is eerste minister. Er Kang heeft ook nog een broertje, Fu Er Tai. Omdat Wu A Ge en Fu Er Tai allebei verliefd zijn op Xiao Yian Zhi vragen ze aan Zhi Wei om nog even niet tegen de keizer te zeggen dat Xiao Yian Zhi geen prinses is omdat ze dan waarschijnlijk onthoofd zou worden. De onzelfzuchtige Zhi Wei doet dit. Hierna worden Zhi Wei en Jing Suo bedienden in het paleis.
Hierna wordt dit verhaal verder ontrafeld. Recensenten vermelden dat de plot kippenvel geeft en weinigen het droog zouden houden als ze de hele serie kijken.